# جون كريستوس
جون كريستوس (بالإنجليزية: Jon Christos)‏ هو موزع ومغني ومغني أوبرا بريطاني، ولد في 23 مارس 1976.

## وصلات خارجية
- الموقع الرسمي